# Caroline de Nassau-Usingen
La princesse Caroline de Nassau-Usingen (allemand : Prinzessin Karoline Polyxena von Nassau-Usingen ; 4 avril 1762 - 17 août 1823) est la fille aînée de Charles-Guillaume de Nassau-Usingen, et l'épouse de Frédéric de Hesse-Cassel-Rumpenheim.

## Famille
Caroline est née à Wiesbaden-Biebrich, Nassau-Usingen, le deuxième enfant et la première fille de Charles-Guillaume de Nassau-Usingen (1735-1803), et son épouse, la comtesse Caroline Félicitée de Leiningen-Dagsbourg (1734-1810), fille de Christian-Charles-Reinhard de Leiningen-Dagsbourg-Falkenbourg.

## Mariage et la descendance
Caroline épouse le 2 décembre 1786 à Wiesbaden-Biebrich à Frédéric de Hesse-Cassel-Rumpenheim (1747-1837), le plus jeune enfant de Frédéric II de Hesse-Cassel et Marie de Grande-Bretagne, fille de George II de Grande-Bretagne. Il vit depuis sa jeunesse au Danemark, comme ses deux frères aînés, qui ont épousé des filles du défunt roi de la Norvège et du Danemark. Cependant, il n'y a pas de fille de la maison royale danoise à épouser, le plus jeune garçon, Frédéric, épouse une cousine du duc de Augustenborg, Caroline de Nassau. Frédéric était un général de l'infanterie danoise.
Ils ont huit enfants :
- Guillaume de Hesse-Cassel-Rumpenheim (24 décembre 1787 – 5 septembre 1867), marié à Louise-Charlotte de Danemark (1789-1864) et était le père de Louise de Hesse-Cassel (épouse de Christian IX de Danemark) ;
- Charles-Frédéric (9 mars 1789 – 10 septembre 1802) ;
- Frédéric-Guillaume (24 avril 1790 – 25 octobre 1876) ;
- Louis-Charles (12 novembre 1791 – 12 mai 1800) ;
- Georges-Charles (14 janvier 1793 – 4 mars 1881) ;
- Louise Caroline Marie Frédérique (9 avril 1794 – 16 mars 1881) ;
- Marie-Wilhelmine de Hesse-Cassel (21 janvier 1796 – 30 décembre 1880), mariée à Georges de Mecklembourg-Strelitz (1779-1860) ;
- Augusta de Hesse-Cassel (25 juillet 1797 – 6 avril 1889), a épousé Adolphe de Cambridge (1774-1850).